# Sally Field
Sally Margaret Field (sinh ngày 6 tháng 11 năm 1946) là nữ diễn viên, ca sĩ, người viết kịch bản, nhà sản xuất phim và đạo diễn người Mỹ. Bà đã nổi tiếng ở các vai diễn trong các phim như Gidget (1965–66), The Flying Nun (1967–70), Sybil (1976), Smokey and the Bandit (1977), Norma Rae (1979), Absence of Malice, Places in the Heart (1984), Steel Magnolias, Not Without My Daughter, Mrs. Doubtfire (1993), Forrest Gump, ER và Brothers & Sisters cùng nhiều phim khác.
Field đã đoạt 2 giải Oscar cho vai diễn trong phim Norma Rae (1979) và Places in the Heart (1984), đoạt 3 giải Emmy cho vai diễn trong Sybil (1976), ER (2000) và vai chính Nora Holden Walker trong loạt phim truyền hình Brothers & Sisters năm 2007 của hãng truyền hình ABC, đoạt 2 Giải Quả cầu vàng, và một Giải của nghiệp đoàn diễn viên màn ảnh cho nữ diễn viên chính xuất sắc nhất. Bà cũng đoạt Giải cho nữ diễn viên xuất sắc nhất tại Liên hoan phim Cannes năm (1979).

## Thời niên thiếu
Field sinh tại Pasadena, California, cha là Richard Dryden, một sĩ quan quân đội, và mẹ là nữ diễn viên Margaret Field. Cha mẹ bà ly dị năm 1950, mẹ bà sau đó tái hôn với nam diễn viên Jock Mahoney.
Field theo học trường Portola Middle School, sau đó là trường Birmingham High School ở Van Nuys, nơi bà là cổ vũ viên. Các bạn học của bà có nhà tài chính Michael Milken, nữ diễn viên Cindy Williams và Michael Ovitz người đồng sáng lập hãng Creative Artists Agency.

## Sự nghiệp

### Truyền hình
Field bắt đầu diễn xuất trên truyền hình trong vai cô gái lướt ván trong loạt hài kịch tình huống Gidget ở giữa thập kỷ 1960. Bà đóng vai nữ tu Bertrille trong The Flying Nun. Trong một cuộc phỏng vấn, Field nói mình thích tiếp tục đóng trong "Gidget" và ghét diễn trong The Flying Nun vì không được đối xử tôn trọng. Sau vai diễn có tính hình tượng trong The Flying Nun, Field trở thành diễn viên chỉ được phân vai phù hợp và dễ (typecast). Sau đó, Field đóng vai chính đối diện với John Davidson trong loạt phim TV không tồn tại lâu tên là The Girl with Something Extra (1973–74).
Năm 1971, Field đóng vai chính trong Maybe I'll Come Home in the Spring với David Carradine và một dải ghi âm của Linda Ronstadt, trong đó Field diễn vai một thiếu nữ chán nản bỏ nhà đi hoang một năm với một chàng hippie râu rậm nghiện ma túy tên "Flack" (David Carradine), sau đó trở về nhà.
Field có vai diễn định kỳ trong loạt phim hài miền Tây Alias Smith and Jones, do Pete Duel (người diễn chung với Field trong Gidget) và Ben Murphy đóng vai chính, và loạt phim Night Gallery của Rod Serling, tập "Whisper".
Do chủ yếu là diễn các vai hài trên truyền hình, Field đã có lúc gặp khó khăn khi được giao diễn các vai chính kịch. Vì vậy Field theo học với giáo viên dạy diễn xuất nổi tiếng Lee Strasberg, người trước đây đã từng giúp Marilyn Monroe vượt qua được những vai "bimbo" khi mới bắt đầu sự nghiệp.
Ngay sau đó, Field đã đóng vai nhân vật chính mang cùng tên phim truyền hình Sybil năm 1976, phim đầu tiên trong 2 phim dựa trên quyển sách do Flora Rheta Schreiber viết. Field đã nhập vai diễn lột tả nhân vật Sybil, một phụ nữ trẻ bị khổ vì chứng "Rối loạn căn tính phân ly" (dissociative identity disorder) - trước kia gọi là rối loạn đa nhân cách (multiple personality disorder) – vai này không chỉ mang lại cho cô một "giải Emmy" (năm 1977) mà còn giúp bà vượt qua vai trò diễn viên chỉ được phân vai phù hợp và dễ (typecast) mà bà đã đảm nhận từ trước.

### Âm nhạc
Khi đóng phim truyền hình The Flying Nun, Sally đã thử tay nghề ca hát bằng cách hát trên dải ghi âm cho phim truyền hình The Flying Nun năm 1967 và thậm chí cô còn hát bài chủ đề "Who Needs Wings to Fly" của phim này. Cùng năm, cô đã được đưa vào danh sách Billboard Hot 100 với một đĩa đơn Felicidad. Sally đã trở lại nghề ca hát 2008 khi bà hát trên dải ghi âm cho phim "The Little Mermaid: Ariel's Beginning".

### Phim
Field đã bắt đầu đóng phim từ năm 1962 với một vai nhỏ trong phim Moon Pilot. Vai chính đầu tiên của bà là trong phim The Way West (1967). Năm 1977, Field cùng diễn với Burt Reynolds, Jackie Gleason và Jerry Reed trong phim Smokey and the Bandit có tổng thu nhập được xếp thứ #2 trong năm này Năm 1979, bà đóng vai chính người tổ chức công đoàn trong phim Norma Rae, một phim rất thành công đem lại cho bà cương vị nữ diễn viên phim chính kịch. Vincent Canby, trong bài phê bình phim này trên báo New York Times đã viết: "Norma Rae là một phim chính kịch đương đại có sự quan tâm nghiêm túc, được minh họa bởi một số vai diễn trong đó vai của Miss Field là gây ấn tượng mạnh". Field đã đoạt giải cho nữ diễn viên xuất sắc nhất tại Liên hoan phim Cannes và Giải Oscar cho nữ diễn viên chính xuất sắc nhất cho vai diễn trong phim này.
Field diễn xuất thêm 3 phim của Reynolds (The End, Hooper và Smokey and the Bandit II), không có thách thức diễn xuất nào đặc biệt. Năm 1981, Field tiếp tục thay đổi hình ảnh của mình, đóng vai một cô gái điếm nói năng tục tĩu đối diện Tommy Lee Jones trong phim Back Roads, phim này nhận được các bài phê bình đánh giá trung bình và thu được tiền bán vé 11 triệu dollar. 
Field được các đề cử cho Giải Quả cầu vàng cho phim chính kịch Absence of Malice (1981) và phim hài Kiss Me Goodbye (1982).
Field đoạt giải Oscar thứ hai cho vai chính trong phim chính kịch Places in the Heart (1984). Bài phát biểu nhận giải của Field được nhớ nhiều về sự nghiêm túc của bà. Bà nói: "Tôi chưa hề có một sự nghiệp chính thống, và tôi muốn được sự tôn trọng của quý vị hơn bất cứ thứ gì khác. Lần trước tôi không cảm thấy điều đó, nhưng lần này tôi cảm nhận điều đó. Tôi không thể phủ nhận sự kiện là quý vị thích tôi (you like me), ngay lúc này đây, quý vị thích tôi!" Câu "You like me" nguyên là câu trả lời nổi tiếng, hơi chế giễu của bà trong phim Norma Rae, nhưng nhiều người hoàn toàn không nhận ra sự liên quan tinh vi, tế nhị tới điểm này trong phim ở bài phát biểu của bà.
Năm sau, Field đóng vai chính cùng với James Garner trong phim hài lãng mạn Murphy's Romance. Năm 1989 Field đóng vai bà gia trưởng M'Lynn, trong phiên bản phim Steel Magnolias (1989), và được đề cử cho Giải Quả cầu vàng cho nữ diễn viên chính xuất sắc nhất. Field cũng đóng nhiều vai phụ trong các phim khác, trong đó có phim Mrs. Doubtfire (1993) mà bà đóng vai Miranda Hillard, người vợ của nhân vật Robin Williams và là người mà nhân vật Stuart 'Stu' Dunmyer (do Pierce Brosnan đóng) yêu. Sau đó Field đóng vai mẹ của Forrest Gump (do Tom Hanks đóng) trong phim Forrest Gump (1994), dù rằng bà chỉ lớn hơn Tom Hanks 10 tuổi. Trước đó bà cũng đã từng diễn vai chính với anh ta trong phim Punchline.
Các phim khác của bà trong thập niên 1990 gồm có Not Without My Daughter, một phim hồi hộp gây tranh cãi, và Soapdish, một phim hài mà Field đóng vai ngôi sao được nuông chiều của một "soap opera" trên truyền hình. Bà đóng vai mẹ của Natalie Portman trong phim Where the Heart Is (2000) và diễn cặp với Reese Witherspoon trong Legally Blonde 2: Red, White & Blonde (2003).

### Các vai diễn gần đây
Tháng 11 năm 2009, Sally xuất hiện trong một tập của loạt phim truyền hình The Doctors để nói về bệnh osteoporosis (xương giòn dễ gãy) và Quỹ Rally With Sally Foundation Lưu trữ ngày 25 tháng 2 năm 2011 tại Wayback Machine của bà.
Trên truyền hình, Field có suất diễn định kỳ trong loạt phim ER trong mùa 2000-2001 trong vai Maggie, mẹ của Dr. Abby Lockhart, người đấu tranh với chứng rối loạn lưỡng cực. Vai này đã đem lại cho bà một giải Emmy năm 2001. Bà trở lại vai diễn này trong năm 2003 và 2006. Bà cũng đóng vai chính trong loạt phim TV The Court (2002) không tồn tại lâu. 
Field được mời tham gia muộn màng vào loạt phim Brothers & Sisters (2006) của hãng truyền hình ABC, được khởi sự từ tháng 9 năm 2006. Trong khi quay thử, vai bà gia trưởng Nora Walker do nữ diễn viên Betty Buckley đảm nhận. Tuy nhiên, các nhà sản xuất đã quyết định giao vai này cho Field. Bà đoạt giải Emmy 2007 cho vai diễn này. Loạt phim được quảng cáo mạnh này cũng có các nữ diễn viên ngôi sao quen thuộc tham gia như Calista Flockhart và Rachel Griffiths, trong vai các con gái đã trưởng thành của Nora: Kitty Walker và Sarah Walker, cũng như 2 nam diễn viên không quen thuộc khác như Matthew Rhys trong vai Kevin Walker (con trai lớn) và Dave Annable vai con trai út Justin Walker của Nora.
Gần đây, Field lồng tiếng cho vai nhân vật Marina del Rey trong phim hoạt hình The Little Mermaid: Ariel's Beginning của Disney, được phát hành trong tháng 8 năm 2008.
Bà còn được giao cho diễn vai Dì May trong phim The Amazing Spider-Man vàThe Amazing Spider-Man 2 được công chiếu lần lượt vào các năm 2012 và 2014.

## Đạo diễn
Sự nghiệp đạo diễn của Field bắt đầu bằng phim truyền hình The Christmas Tree (1996). Bà cũng đạo diễn phim truyện Beautiful (2000) cũng như một tập của loạt TV mini-series From the Earth to the Moon (1998) được giới phê bình hoan nghênh.

## Hoạt động chính trị, xã hội
Trong bài phát biểu nhận giải Emmy năm 2007, Field đã đưa ra lời chống chiến tranh: "Nếu các bà mẹ cai trị thế giới, thì các cuộc chiến tranh chết tiệt sẽ không ở vị trí đầu!" Mặc dù các người hiện diện trong buổi lễ trao giải Emmy nghe rõ câu đó, nhưng các khán giả xem buổi truyền hình trực tiếp này ở Hoa Kỳ chỉ nghe thấy "nếu các bà mẹ cai trị thế giới thì sẽ không... " do phần cuối câu bị kiểm duyệt (ở Canada, lời nhận xét của bà không bị bíp bíp). Mọi cái được gọi là buổi lễ trao giải thưởng được "truyền hình trực tiếp" đều được phát đi trễ 10 giây đồng hồ để có thể kiểm duyệt các lời phát biểu báng bổ hoặc gây tranh cãi như của Field, vì gần đây một số người đoạt giải đã dùng bài phát biểu của mình vào mục đích chính trị. Lời phát biểu của Field là tương đối nhẹ nhàng so với lời phát biểu của nhiều người khác, do đó việc kiểm duyệt lời phát biểu của bà đã gây ra nhiều tranh cãi. 
Trong cuộc bầu cử tổng thống 2008, bà ủng hộ Hillary Clinton làm ứng cử viên cho Đảng Dân chủ.
Field cũng tích cực bênh vực nữ quyền. Gần đây bà đã tham gia Ban giám đốc của Vital Voices Global Partnership, một tổ chức phụ nữ quốc tế phi chính phủ, đã cùng làm chủ Global Leadership Awards (Giải thưởng cho chức lãnh đạo toàn cầu) 6 lần.

## Đời tư
Field kết hôn với Steven Craig năm 1968. Họ có hai con trai, Peter Craig, tiểu thuyết gia, và Eli, đạo diễn kiêm diễn viên. Họ ly dị năm 1975. Sally Field sau đó có quan hệ tình ái lãng mạn với Burt Reynolds trong nhiều năm, trong thời gian đó họ cùng diễn vai chính với nhau trong nhiều phim, trong đó có Smokey and the Bandit, Smokey and the Bandit II và The End. Năm 1984, bà tái hôn với nhà sản xuất phim Alan Greisman. Bà có thêm một con trai – Sam – trong cuộc hôn nhân thứ hai. Field và Greisman ly dị năm 1993.
Ngày 29.10.1988, bà và gia đình đã sống sót trong vụ tai nạn máy bay họ thuê bao bị rớt khi cất cánh, họ chỉ bị thương nhẹ.
Field bị bệnh osteoporosis (xương giòn dễ gãy), và đã xuất hiện trên toa thuốc quảng cáo thương mại được thiết kế để phòng ngừa hoặc làm dịu tác động của bệnh này.

## Danh mục phim

### Phim
| Năm  | Phim                                                    | Vai diễn                 | Ghi chú |
| ---- | ------------------------------------------------------- | ------------------------ | --- |
| 1962 | Moon Pilot                                              | Beatnik girl in lineup   | |
| 1967 | The Way West                                            | Mercy McBee              | |
| 1976 | Stay Hungry                                             | Mary Tate Farnsworth     | |
| 1977 | Smokey and the Bandit                                   | Carrie / 'Frog'          | Đề cử – Giải Quả cầu vàng cho nữ diễn viên phim ca nhạc hoặc phim hài xuất sắc nhất |
| 1977 | Heroes                                                  | Carol Bell               | |
| 1978 | The End                                                 | Mary Ellen               | |
| 1978 | Hooper                                                  | Gwen Doyle               | |
| 1979 | Norma Rae                                               | Norma Rae                | Giải Oscar cho nữ diễn viên chính xuất sắc nhất Giải Quả cầu vàng cho nữ diễn viên phim chính kịch xuất sắc nhất Giải cho nữ diễn viên xuất sắc nhất tại Liên hoan phim Cannes Giải điện ảnh Hoa Kỳ cho nữ diễn viên chính xuất sắc nhất Giải KCFCC cho nữ diễn viên chính xuất sắc nhất Giải của Hiệp hội phê bình phim Los Angeles cho nữ diễn viên chính xuất sắc nhất Giải NBRMP cho nữ diễn viên chính xuất sắc nhất Giải của Hội các nhà phê bình phim quốc gia cho nữ diễn viên chính xuất sắc nhất Giải của Hội phê bình phim New York cho nữ diễn viên chính xuất sắc nhất |
| 1979 | Beyond the Poseidon Adventure                           | Celeste Whitman          | |
| 1980 | Smokey and the Bandit II                                | Carrie / 'Frog'          | |
| 1981 | Back Roads                                              | Amy Post                 | |
| 1981 | Absence of Malice                                       | Megan Carter             | Đề cử – Giải Quả cầu vàng cho nữ diễn viên phim chính kịch xuất sắc nhất |
| 1982 | Kiss Me Goodbye                                         | Kay Villano              | Đề cử – Giải Quả cầu vàng cho nữ diễn viên phim ca nhạc hoặc phim hài xuất sắc nhất |
| 1984 | Places in the Heart                                     | Edna Spalding            | Giải Oscar cho nữ diễn viên chính xuất sắc nhất Giải Quả cầu vàng cho nữ diễn viên phim chính kịch xuất sắc nhất |
| 1985 | Murphy's Romance                                        | Emma Moriarty            | Đề cử – Giải Quả cầu vàng cho nữ diễn viên phim ca nhạc hoặc phim hài xuất sắc nhất |
| 1987 | Surrender                                               | Daisy Morgan             | |
| 1988 | Punchline                                               | Lilah Krytsick           | |
| 1989 | Steel Magnolias                                         | M'Lynn Eatenton          | Đề cử – Giải Quả cầu vàng cho nữ diễn viên phim chính kịch xuất sắc nhất |
| 1991 | Not Without My Daughter                                 | Betty Mahmoody           | |
| 1991 | Soapdish                                                | Celeste Talbert / Maggie | |
| 1993 | Homeward Bound: The Incredible Journey                  | Sassy                    | giọng nói |
| 1993 | Mrs. Doubtfire                                          | Miranda Hillard          | |
| 1994 | A Century of Cinema                                     | bản thân                 | phim tài liệu |
| 1994 | Forrest Gump                                            | Mrs. Gump                | Đề cử – Giải BAFTA cho nữ diễn viên phụ xuất sắc nhất Đề cử – Screen Actors Guild Award for Outstanding Performance by a Female Actor in a Supporting Role - Motion Picture Đề cử – Blimp Award for Favorite Movie Actress |
| 1996 | Eye for an Eye                                          | Karen McCann             | |
| 1996 | Homeward Bound II: Lost in San Francisco                | Sassy                    | giọng nói |
| 2000 | Where the Heart Is                                      | Mama Lil                 | |
| 2000 | Beautiful                                               |                          | đạo diễn đầu tay |
| 2001 | Say It Isn't So                                         | Valdine Wingfield        | |
| 2003 | Legally Blonde 2: Red, White and Blonde                 | Rep. Victoria Rudd       | |
| 2003 | Going Through Splat: The Life and Work of Stewart Stern | bản thân                 | phim tài liệu |
| 2006 | Two Weeks                                               | Anita Bergman            | |
| 2008 | The Little Mermaid: Ariel's Beginning                   | Marina Del Ray           | (lồng tiếng; hoạt hình) |
| 2012 | The Amazing Spider-Man                                  | Aunt May Parker          | Đang quay |

### Truyền hình
| Năm            | Sản phẩm                           | Vai diễn                            | Ghi chú |
| -------------- | ---------------------------------- | ----------------------------------- | --- |
| 1965–66        | Gidget                             | Frances Elizabeth "Gidget" Lawrence | 32 tập |
| 1966–67        | Hey, Landlord                      | Bonnie Banner                       | 4 tập |
| 1967–70        | The Flying Nun                     | Elsie Ethrington "Sister Bertrille" | 82 tập |
| 1971           | Maybe I'll Come Home in the Spring | Denise "Dennie" Miller              | |
| 1971           | Hitched                            | Roselle Bridgeman                   | |
| 1971           | Marriage: Year One                 | Jane Duden                          | |
| 1972           | Home for the Holidays              | Christine Morgan                    | |
| 1973–74        | The Girl with Something Extra      | Sally Burton                        | 22 tập |
| 1976           | Bridger                            | Jennifer Melford                    | |
| 1976           | Sybil                              | Sybil Dorsett                       | Giải Emmy cho nữ diễn viên chính xuất sắc – Phim hoặc Miniseries |
| 1977           | Merry Christmas, George Bailey     | Mrs. Bailey/Narrator                | |
| 1995           | A Woman of Independent Means       | Bess Alcott Steed Garner            | TV mini-series Đề cử – Giải Emmy cho nữ diễn viên chính xuất sắc – Phim hoặc Miniseries Đề cử – Giải Quả cầu vàng cho nữ diễn viên chính xuất sắc nhất – Phim truyền hình hoặc Miniseries Đề cử – Giải của Nghiệp đoàn diễn viên màn ảnh cho nữ diễn viên xuất sắc – phim truyền hình hoặc Miniseries                                                                                                  |
| 1998           | From the Earth to the Moon         | Trudy Cooper                        | miniseries |
| 1999           | A Cooler Climate                   | Iris                                | Đề cử – Giải Emmy cho nữ diễn viên chính xuất sắc – Phim hoặc Miniseries Đề cử – Giải của Nghiệp đoàn diễn viên màn ảnh cho nữ diễn viên xuất sắc – phim truyền hình hoặc Miniseries |
| 2000           | David Copperfield                  | Aunt Betsey Trotwood                | Đề cử – Giải của Nghiệp đoàn diễn viên màn ảnh cho nữ diễn viên xuất sắc – phim truyền hình hoặc Miniseries |
| 2000–06        | ER                                 | Maggie Wyczenski                    | Primetime Emmy Award for Outstanding Guest Actress - Drama Series (2001) Đề cử – Primetime Emmy Award for Outstanding Guest Actress - Drama Series (2003) Đề cử – Screen Actors Guild Award for Outstanding Performance by a Female Actor in a Drama Series (2000) Vai định kỳ |
| 2002           | The Court                          | Justice Kate Nolan                  | Hủy bỏ sau 6 tập |
| 2005           | Conviction                         |                                     | |
| 2006 – tới nay | Brothers & Sisters                 | Nora Walker                         | Primetime Emmy Award for Outstanding Lead Actress - Drama Series (Đoạt giải 2007, Đề cử 2008-2009) Screen Actors Guild Award for Outstanding Performance by a Female Actor in a Drama Series (Đề cử 2008, Đoạt giải 2009) Prism Award for Best Performance in a Drama Series Multi-Episode Storyline (2008) Đề cử – Golden Globe Award for Best Actress - Television Series Drama (2008–2009) 100+ tập |

## Bộ đĩa hát
| Năm  | Tên                                                                                 | Vị trí bán chạy |
| Năm  | Tên                                                                                 | U.S.            |
| ---- | ----------------------------------------------------------------------------------- | --------------- |
| 1967 | The Flying Nun - phát hành: 1967 - Nhãn: Colgems COM-106 (Mono)/COS-106 (Stereo)    | 172             |
| 2008 | The Little Mermaid: Ariel's Beginning - phát hành: 2008 - Nhãn: Walt Disney Records | -               |

### Đĩa đơn
- "Felicidad" (Billboard #94) / "Find Yourself A Rainbow"—Colgems (1967)
- "Golden Days" / "You're a Grand Old Flag"—Colgems (1968)
- "Gonna Build A Mountain" / "Months of The Year"—Colgems (1968)
- "Just One Mistake" -- Walt Disney Records (2008)
- "Just One Mistake (Reprise)"—Walt Disney Records (2008)